# ولیکی لوچنیک
ولیکی لوچنیک (اسلوونیایی: Veliki Ločnik) یک زیستگاه انسانی در اسلوونی است که در Velike Lašče Municipality واقع شده‌است.

## خصوصیات
ولیکی لوچنیک ۲٫۵۶ کیلومترمربع مساحت و ۹۸ نفر جمعیت دارد و ۵۶۱٫۸ متر بالاتر از سطح دریا واقع شده‌است.